# قناة الدلتا
قناة الدلتا، عرفت سابقاً بالقناة السادسة، بدأت إرسالها في مايو 1994 لخدمة إقليم الدلتا (الغربية، المنوفية، الدقهلية، كفر الشيخ، دمياط)، ويقع مقرها بمدينة طنطا.